# Mátraballa megállóhely
Mátraballa megállóhely egy megszűnt Heves vármegyei vasúti megállóhely, melyet a MÁV üzemeltetett Mátraballa településen. A község központjában található, közúti megközelítését a 2411-es útból, annak körülbelül a 9+600-as kilométerszelvényénél északkelet felé kiágazó 24 307-es számú mellékút (települési nevén Iskola utca, majd Vasút utca) biztosítja.

## Vasútvonalak
A Kisterenye–Kál-Kápolna-vasútvonal egyik állomása volt, személyvonat utoljára 2007. március 3-án közlekedett itt.

## Kapcsolódó állomások
A vasútállomáshoz az alábbi állomások vannak a legközelebb:
- Mátraderecske megállóhely
- Mátramindszent megállóhely